# Acontia major
Acontia major är en fjärilsart som beskrevs av Smith 1900. Acontia major ingår i släktet Acontia och familjen nattflyn. Inga underarter finns listade i Catalogue of Life.